# Gravity of Light
Gravity of Light – dziewiąty album fińskiego zespołu Tarot.

## Lista utworów
1. Satan Is Dead (4:12)
2. Hell Knows (6:05)
3. Rise! (4:30)
4. Pilot Of All Dreams (3:42)
5. Magic And Technology (5:48)
6. Calling Down The Rain (4:11)
7. Caught In The Deadlights (4:41)
8. I Walk Forever (4:49)
9. Sleep In The Dark (4:41)
10. Gone (7:03)

## Muzycy
- Marco Hietala – śpiew, gitara basowa, gitara akustyczna
- Zachary Hietala – gitara
- Janne Tolsa – instrumenty klawiszowe
- Pecu Cinnari – perkusja
- Tommi Salmela – śpiew, sampler